# Homestead Steel Works
La Homestead Steel Works, sita a Homestead, è stata un'azienda siderurgica rivale della Carnegie Steel Company, fondata da Andrew Carnegie (un immigrato scozzese).

## Storia
La Carnegie Steel, allo scopo di eliminare una concorrente, acquistò quindi la Homestead Steel Works, che era un'azienda rifornita di carbone e minerali ferrosi tramite una ferrovia lunga 685 km. e da una linea di battelli a vapore sul lago.
Anche se Carnegie era riconosciuto come un filantropo e fece costruire una biblioteca ad Homestead e tante altre in tutti gli Stati Uniti, lo stabilimento, nel 1892, fu teatro di un drammatico sciopero che sfociò in una carneficina.
Carnegie vendette a sua volta l'impianto alla United States Steel che lo chiuse definitivamente nel 1986.

## Oggi
Alcuni degli immobili dello stabilimento non vennero demoliti ed oggi ospitano il centro commerciale The Waterfront ed il  Sandcastle Waterpark.